# Teatro en la guerra
Teatro en la guerra es el título de una de las cinco obras teatrales que Miguel Hernández escribió. Esta fue publicada por primera vez en 1937 por la Editorial ‘Nuestro Pueblo’, en Valencia. Bajo este título se reúnen cuatro partes que fueron escritas en plena guerra civil española con un objetivo de carácter propagandístico: motivar a los españoles republicanos a luchar.

## Crítica y recepción de la obra
La crítica que se ha hecho al respecto de estos textos no ha solido ser muy favorable o positiva. Se expone que Teatro en la guerra no alcanza el nivel necesario de calidad literaria y que, en comparación al resto de obras de Hernández, suponen un descenso de nivel poético. 
Díez de Revenga y Mariano de Paco hablan sobre los cuatro textos que componen la obra: “Son unos cuadros breves y directos”, de evidente esquematismo y linealidad, con intención didáctica y de propaganda. Hay interesantes aspectos de crítica interna al mismo tiempo que se anima a la lucha frente al enemigo. Muestra este teatro pocos valores dramáticos; pero sus obras deben ser juzgadas en un contexto en el que lo que a su autor interesa es provocar en el público una toma de conciencia, etc”. Díez de Revenga concluye más tarde: “En todo caso, el Teatro en la guerra supone un descenso notable en la calidad y en los climas poéticos con referencia a la dramaturgia precedente”. 

## Contexto histórico

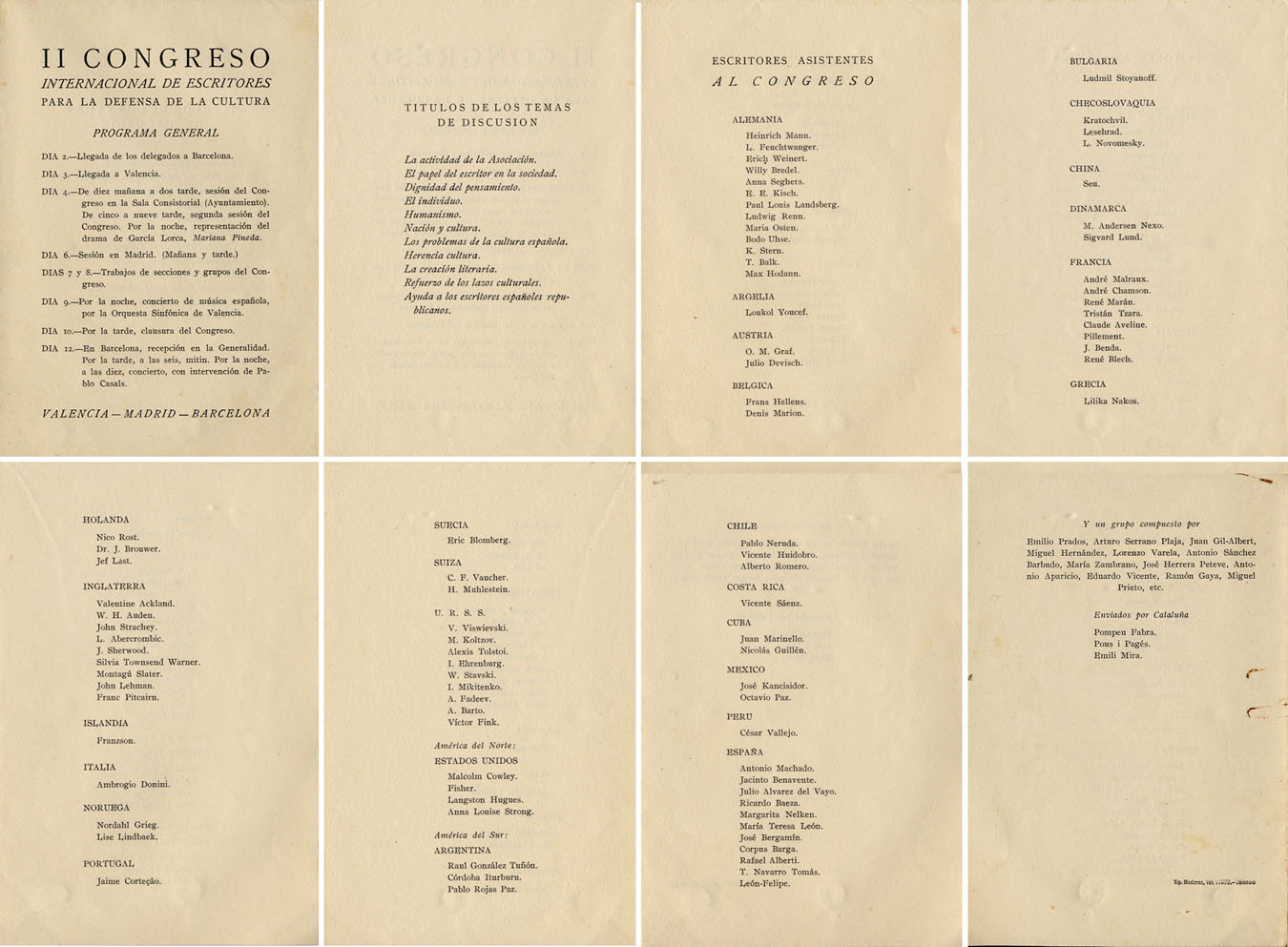
II Congreso internacional de escritores para la defensa de la cultura.

El poeta estuvo presente en los frentes de combate, aunque parece ser que jamás llegó a empuñar un fusil. Entre excavaciones y atrincheramientos, Miguel Hernández dedicó una parte de su trabajo a favor del bando republicano. También siguió escribiendo poesía, teatro, artículos de guerra y recitaba ante los soldados que le acompañaban. Debido a la tensión que el ambiente bélico despedía, Miguel Hernández escribió su Teatro en la guerra de manera improvisada y en condiciones de escasa tranquilidad. 
En julio del 37 acude al  II Congreso Internacional de Escritores para la Defensa de la Cultura en Valencia. El mismo año viaja Rusia (pero antes de eso pasa por París): fue enviado junto a la delegación de escritores españoles -de la que era miembro- por el Ministerio de Instrucción Pública a la URSS a instancias del “Teatro de Arte y Propaganda”. Esto le sirvió para conocer las técnicas y el funcionamiento del teatro soviético, lo que le permitirá más tarde crear un teatro revolucionario que diese paso a la agitación y a la propaganda. A partir de ese año surge el llamado “teatro militante”, o “de urgencias”. Miguel Hernández y Rafael Alberti son quienes mejor representan este género en España. 

El propio autor de la obra en cuestión señala en su “Nota previa” el carácter revolucionario de este teatro: 
“Una de las maneras mías de luchar es haber comenzado a cultivar un teatro hiriente y breve: un teatro de guerra... Creo que el teatro es un arma magnífica de guerra contra el enemigo de enfrente y contra el enemigo de casa. Entiendo que todo teatro, toda poesía, todo arte, ha de ser, hoy más que nunca, un arma de guerra... Es la de hoy la hora más apropiada para mí: y no quiero dejarme dormir ni distraer, porque quiero ver cuajados los sentimientos y los pensamientos de mi gente en una vida de dignidad, de grandeza, y para eso pongo mis cinco sentidos en este trabajo de engrandecimiento, como puedo y como sé, junto a los mejores hombres de España... Yo me digo: hay que sepultar las ruinas del obsceno y mentiroso teatro de la burguesía, de todas las burguesías y comodidades del alma, que todavía andan moviendo polvo y ruina en nuestro pueblo... Cuando descansemos de la guerra y la paz aparte los cañones de las plazas y los corrales de las aldeas españolas, me veréis por ellos celebrar representaciones de un teatro que será la vida misma de España, sacada limpiamente de sus trincheras, sus calles, sus campos y sus paredes”.

A su regreso a España, y tras pasar un momento con su familia, se reincorpora en el mes de noviembre en las filas del frente de la batalla de Teruel. En ese momento concreto ya se habían publicado Viento del pueblo y Teatro en la guerra.

## Temática de la obra
Durante el clímax de la lucha militar, Miguel Hernández se compromete con esta y con la situación social que acontece España. Él entiende su compromiso con el pueblo español, con la defensa de este y para con su lucha. En el contexto de la guerra y del sufrimiento, Hernández toma conciencia de todo aquello que en él había sido naturaleza (por su origen, formación y trabajo). “Me metí pueblo adentro, más hondo de lo que estoy metido desde que me parieron, dispuesto a defenderlo firmemente de los provocadores de la invasión”, cita José Paulino Ayuso. Esta obra es considerada por todos, pero principalmente por el mismo autor, un arma de combate. En un primer momento Teatro en la guerra puede interpretarse como un teatro de circunstancias absolutamente excepcionales, pero esto tiene un propósito útil. José Paulino Ayuso comenta al respecto: “ante la miseria de la guerra [...], una vez cumplida la misión, culminada la revolución social, el arte podrá ser la manifestación natural de ese estado, que abarcará la totalidad de la ciudad, un nuevo teatro ‘que será la vida misma de España’”.
	Robert Marrast identifica tres grupos en la clasificación del teatro republicano: el “literario”, escrito antes o al margen del conflicto bélico, el teatro que adaptó obras clásicas y el teatro de combate o de urgencia, formado generalmente por obras breves y de exaltación de la resistencia. Es obvio que Teatro en la guerra pertenece al tercer y último grupo. Los textos pertenecientes a este grupo se caracterizan por su carácter militante y de propaganda (con insistencia en el aspecto político-militar o con aspecto de la revolución social). Obviamente toda la obra de Miguel Hernández cuenta con ese carácter de revolución social, pero en esos casos no es un mensaje central. En el caso de Teatro en la guerra sí lo es. 
	El motivo más importante de la obra es su intención de denunciar actitudes particulares y egoístas que tienen lugar en la retaguardia.

## Estructura y personajes
La obra de Teatro en la guerra se compone de cuatro piezas teatrales individuales, pero que comparte el mismo contexto. Estos cuatro marcos son los siguientes:
1. La cola: se presenta al espectador una conversación entre un grupo de mujeres que discuten por el puesto ante la carbonería. Durante el bombardeo de Jaén el 1 de abril de 1937, la bomba que causó un mayor número de víctimas mortales cayó en la calle Fontanilla (al inicio de la calle Mesones), en la que se hacía cola para proveerse de petróleo y carbón.
2. El hombrecito: se presenta al espectador una conversación entre un joven adolescente que quiere presentarse en el frente y su madre. Esta situación era común en aquel entonces.
3. El refugiado: se presenta al espectador una conversación entre un hombre mayor y un soldado. El anciano cuenta cómo ha huido de su pueblo, situado en la provincia de Jaén, tras ser este atacado y capturado. Con motivo de la guerra, muchos huyeron y se refugiaron en Jaén. Este hecho provocó muchos conflictos internos y Hernández trata de concienciar sobre la solidaridad con su texto.
4. Los sentados: con este texto el autor pretende llamar la atención sobre aquella parte del pueblo que se muestra indiferente ante los sucesos que está viviendo España. En el relato al final los personajes se unen en la lucha de la causa.

## El pueblo español como público
Teniendo en cuenta que se trata de un teatro de guerra, hay que considerar su intención propagandística con atención. El público, sea el pueblo o los militares en el frente, puede sentirse aludido con la representación. Este tipo de teatro de propaganda parte de la complicidad que establece con su público en relación con la causa. También pueden darse comportamientos individuales contrarios. 

Necesita el reconocimiento inmediato de la verdad social de las situaciones dramáticas. Se pretende que la voz del personaje se identifique con la voz del pueblo o de España. Por ejemplo, la madre en La cola se dirige a las mujeres del pueblo español (“Vosotras [...] satisfechas de vuestro egoísmo, negáis la sangre de vuestros varones a España, al pueblo”). También se desborda el marco escénico: “Así recuperaremos la España que nos quieren quitar. ¡Que todos participemos en la salvación de España!”. En Los sentados se concluye: 
Levántate, jornalero,

que es tu día, que es tu hora…

Es tuyo el día; 

España, la tierra es tuya.
La finalidad comunicativa de este teatro obliga que su forma sea breve y directa. Esto permite una doble identificación:

(1) interna: de la obra, entre el individuo (personaje) y la colectividad;

(2) externa: hacia el público, es decir, entre los personajes y la sociedad.

Lo más llamativo que hace Hernández en estos cuatro textos es insistir en la lucha, en el sacrificio y en la victoria del pueblo. Esto se aprecia especialmente en El hombrecito: “No te quedarás en la muerte, si caes, que saltarás por encima de ella. Vivirás, vivirás, te tendré siempre conmigo y andarás relumbrando sobre todos los montes de España”. En Los sentados: “Y si viene el fascismo, aunque me dejase vivo, ¿no llevaría una vida más triste que la muerte?... No puedo desear a mis hijos la vida que a mí me han dado”. 

El teatro de combate y propaganda de Miguel Hernández tiene su rasgo propio dominante en la insistencia en la lucha y el sacrificio, que derivan del heroísmo, la generosidad, la solidaridad, el amor por España y por su libertad. 